# Puerta NOT
| INPUT | OUTPUT |
| A     | NOT A  |
| 0     | 1      |
| 1     | 0      |

Símbolo tradicional de la puerta NOT (Inversor)

En lógica digital, un inversor, puerta NOT o compuerta NOT es una puerta lógica que implementa la negación lógica . A la derecha se muestra la tabla de verdad. Siempre que su entrada está en 0 (cero) o en BAJA, su salida está en 1 o en ALTA, mientras que cuando su entrada está en 1 o en ALTA, su SALIDA va a estar en 0 o en BAJA. 
La función física del inversor, es la de cambiar en su salida el nivel del voltaje de su entrada entre los definidos como lógico ALTO Y lógico BAJO. 

## Implementación electrónica.

Inversor NMOS
Inversor PMOS
Inversor CMOS estático
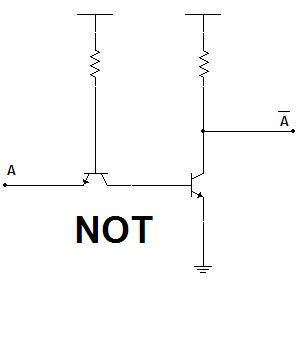
Inversor NPN lógica transistor a transistor
NAND lógica transistor a transistor
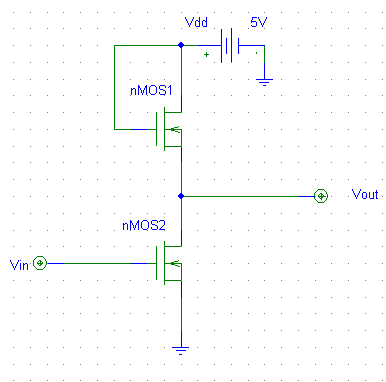
Inversor NMOS de carga saturada
Inversor NPN lógica de resistencia-transistor

Un circuito inversor emite un voltaje que representa el nivel lógico opuesto a su entrada. Los inversores pueden construirse usando un único transistor NMOS o un solo transistor PMOS junto con una resistencia. Desde este enfoque, la 'fuga resistiva' utiliza solamente un único tipo de transistor, que puede ser fabricado a bajo costo. Sin embargo, debido a la corriente fluye a través de la resistencia en uno de los dos estados, la configuración de fuga resistiva  se encuentra en desventaja para el consumo de energía y velocidad de procesamiento. Alternativamente, los convertidores pueden construirse usando dos transistores complementarios en una configuración de CMOS. Esta configuración reduce en gran medida el consumo de energía ya que en ambos estados lógicos uno de los transistores está siempre apagado. También se puede mejorar la velocidad de procesamiento debido a la resistencia relativamente baja en comparación con los dispositivos solo NMOS o solo PMOS. Los inversores también pueden ser construidos con transistores de unión bipolar (BJT), ya sea en una lógica resistencia-transistor (RTL) o una configuración de lógica transistor-transistor (TTL).
Los circuitos electrónicos digitales funcionan a niveles de voltaje fijos que corresponden a un 0 lógico o 1 (ver binario). Un circuito inversor sirve como la puerta lógica básica para cambiar entre los dos niveles de tensión. La aplicación determina la tensión real, pero los niveles comunes incluyen (0, + 5V) para circuitos TTL.

### Bloque de construcción digital

Este diagrama esquemático muestra la disposición de puertas NOT dentro de un buffer de inversor CMOS 4049 hexagonal estándar.

El inversor es uno de los bloques básicos utilizados en el diseño que de circuitos electrónicos digitales. Como ejemplo, un bit de memoria estática se puede construir usando un  latch que consta de dos inversores con sus salidas y entradas entre-conectadas en un bucle más dos transistores adicionales para permitir la lectura y sobre-escritura del bit almacenado. Los multiplexores, decodificadores, máquinas de estado y otros dispositivos digitales sofisticadas también pueden ser implementados usando inversores.
El inversor hexadecimal es un circuito integrado que contiene seis inversores (hexa-). Por ejemplo, el chip TTL 7404 que tiene 14 pines y el chip CMOS 4049 que tiene 16 pines, 2 de los cuales se utilizan para la alimentación/referencia, y 12 de los cuales son utilizados por las entradas y salidas de los seis inversores (el 4049 tiene 2 pines sin conexión).

### Medición del rendimiento

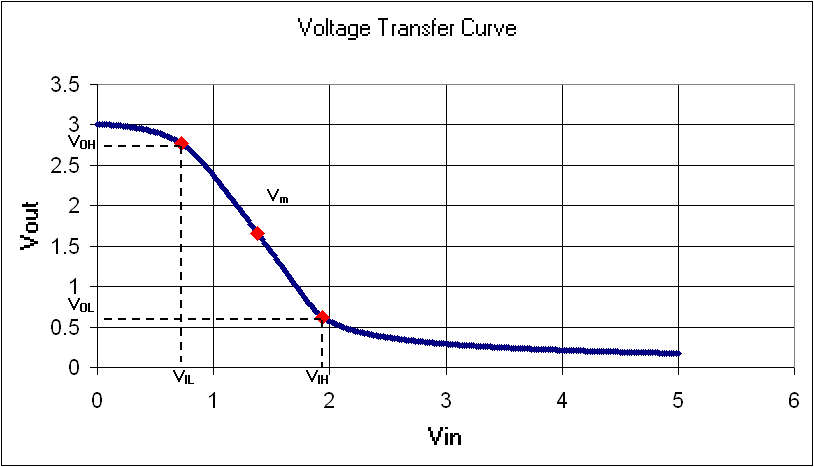
Curva de transferencia de voltaje para un inversor de 20 μm construido en la Universidad Estatal de Carolina del Norte

La calidad inversor digital suele medirse utilizando la curva de transferencia de tensión (VTC), que es un gráfico de la salida de función de la tensión de entrada. De dicho gráfico, pueden obtenerse los parámetros del dispositivo, incluyendo la tolerancia al ruido, la ganancia y niveles lógicos de operación.
Idealmente, el VTC aparece como una función de paso invertido - esto indicaría conmutación precisa entre on y off - pero en dispositivos reales, existe una región de transición gradual. El VTC indica que para la baja tensión de entrada, las salidas de alto voltaje del circuito; para entradas altas, la salida va disminuyendo hacia el nivel bajo. La pendiente de esta región de transición es una medida de calidad - pendiente empinada (cerca de infinito)  produciendo conmutación precisa.
La tolerancia al ruido puede medirse comparando la entrada mínima para la potencia máxima para cada región de operación (encendido / apagado).